# Solariola nemoralis
Solariola nemoralis (лат.) — вид жуков-долгоносиков рода Solariola из подсемейства Entiminae. Название происходит от латинского слова nemoralis ("из леса"; эндемики  Сицилии).

## Распространение
Встречаются в Италии, Сицилия (Catania, Nebrodi Mountains, Bronte, Foresta Vecchia), на высоте от 1000 до 1400 м. Собраны в весеннее время ловушками Винклера просеиванием почвы и листвы из дубового леса с плющами.

## Описание
Жуки-долгоносики мелкого размера с узким телом, длина от 2,70 до 2,95 мм, ширина надкрылий 1 мм, длина рострума от 0,40 до 0,45 мм, ширина до 0,35 мм. От близких видов отличается субовальными надкрыльями с мелкими точками-пунктурами, прямыми передними голенями, красновато-коричневым оттенком кутикулы. Основная окраска тела коричневая. Усики 11-члениковые булавовидные (булава из трёх сегментов). Глаза редуцированные. Скутеллюм очень мелкий. Коготки лапок одиночные. Встречаются в песчаных почвах. Предположительно ризофаги.

## Таксономия
Впервые был описан в 2019 году итальянскими энтомологами Чезаре Белло (Cesare Bello, Верона, Италия), Джузеппе Озелла (Giuseppe Osella, Верона) и Козимо Бавьера (Cosimo Baviera, Messina University, Мессина). По признаку менее коренастого тела (соотношение длины и ширины надкрылий EL/EW = около 2,00) и отсутствию на пронотуме специализированных щетинок (echinopappolepida) включают в состав видовой группы Solariola paganettii трибы Peritelini (или Otiorhynchini).